# 넘기
넘기는 2선(패망선)이나 1선(사망선)을 이용하여 밑으로 건너가면서 분단된 나의 돌들이 서로 연결되게 하는 수법이다. 상대의 진영에 침입한 나의 돌을 연결하거나, 내 진영에 상대가 침입해 내 돌들이 분단되었을 때 사용하는 수단이다.